# 卢昌期
卢昌期（？—578年），范阳郡涿县（今河北省涿州市）人，出自范阳卢氏北祖大房，东魏卫大将军、幽州刺史、临淄恭文公卢道虔第四子。

## 生平
卢昌期是卢道虔与第三位夫人元氏所生的儿子，卢道虔死后，卢昌期与哥哥卢昌裕竞争父亲的临淄伯爵位，至魏收完成《魏书》的时候爵位还未承袭。
北周宣政元年（578年）闰六月，周武帝宇文邕北伐突厥，抵达云阳，周武帝因为疾病严重而撤军，不久就去世了。卢昌期、祖英伯、宋护等人趁机在范阳郡举兵造反，占据了范阳郡，迎奉高绍义，卢昌期的堂弟卢思道也参与其中。北周派宇文神举带领崔弘度等人讨伐，高保宁引领高绍义集合各族数万骑兵来救援，援兵抵达之前，宇文神举攻克了范阳郡活捉了卢昌期，卢昌期随后被杀。

## 家族

### 父母
- 卢道虔，东魏卫大将军、幽州刺史、临淄恭文公
- 元氏

### 兄弟姐妹
- 卢昌寓，通直散骑常侍
- 卢昌仁
- 卢昌裕，北齐齐安郡太守
- 卢昌衡，隋朝仪同三司、河南道巡省大使
- 卢氏，嫁北齐阳平郡太守、平遥县开国子司马幼之
- 卢氏，原本嫁给郭琼的儿子，郭琼犯死罪后没入官府，被高欢赐予陈元康为夫人